# Declaração conjunta sobre a liberdade de expressão e "fake news", desinformação e propaganda
A Declaração Conjunta sobre Liberdade de Expressão e “Fake News”, Desinformação e Propaganda é uma declaração conjunda que trata sobre o uso de leis sobre o combate a "fake news " e "discurso de ódio" online. O relatório foi assinado por representantes de diversos orgãos internacionais, como o Relator Especial das Nações Unidas para a Liberdade de Opinião e Expressão, o Representante da Organização para a Segurança e Cooperação na Europa para a Liberdade dos Meios de Comunicação Social, o Relator Especial da Organização dos Estados Americanos para a Liberdade de Expressão e o Relator Especial da Comissão Africana dos Direitos Humanos e dos Povos para a Liberdade de Expressão e Acesso à Informação.
A Declaração concluiu que criminalizar a partilha de informação baseada em ideias vagas e ambíguas, como “notícias falsas”, é incompatível com os padrões internacionais sobre à liberdade de expressão e democracia. O relatório também afirma que os representantes estão alarmados com os casos em que as autoridades públicas denigrem, intimidam e ameaçam os meios de comunicação social, inclusive afirmando que os meios de comunicação social são “a oposição” ou estão “mentindo” e têm uma agenda política oculta, o que aumenta o risco de ameaças e violência contra jornalistas, prejudica a confiança do público e a confiança no jornalismo como um cão de guarda público, e pode induzir o público em erro ao confundir os limites entre a desinformação e os produtos mediáticos que contêm factos verificáveis de forma independente.
O relatório também salienta que o direito humano de transmitir informações e ideias não se limita a declarações “corretas”, que o direito também protege informações e ideias que possam chocar, ofender e perturbar, e que as proibições à desinformação podem violar as normas internacionais de direitos humanos e liberdade de expressão, e também destaca a importância do acesso desimpedido a uma ampla variedade de fontes de informação e ideias, e de oportunidades para divulgá-las, e de uma mídia diversificada em uma sociedade democrática, inclusive em termos de facilitação de debates públicos e confronto aberto de ideias na sociedade, e agir como vigilante do governo e dos poderosos.
A declaração também reconhece o papel transformador desempenhado pela Internet e outras tecnologias digitais no apoio à capacidade dos indivíduos de aceder e disseminar informações e ideias, o que permite respostas à desinformação e à propaganda, deplorando as tentativas de alguns governos para suprimir a dissidência e controlar as comunicações públicas através de medidas como: regras repressivas relativas ao estabelecimento e funcionamento de meios de comunicação social e/ou websites; interferência nas operações dos meios de comunicação públicos e privados, nomeadamente através da recusa de acreditação aos seus jornalistas e de processos judiciais contra jornalistas por motivos políticos; leis indevidamente restritivas sobre quais conteúdos não podem ser divulgados; a imposição arbitrária de estados de emergência; controles técnicos sobre tecnologias digitais, como bloqueio, filtragem, interferência e fechamento de espaços digitais; e esforços para “privatizar” medidas de controlo, pressionando os intermediários a tomarem medidas para restringir o conteúdo.
O relatório também se diz preocupado com algumas medidas tomadas por intermediários para limitar o acesso ou a disseminação de conteúdo digital, inclusive através de processos automatizados, como algoritmos ou sistemas de remoção de conteúdo baseados em reconhecimento digital, que não são transparentes por natureza, que não respeitam os padrões mínimos de devido processo e/ ou que restrinjam indevidamente o acesso ou a divulgação de conteúdos.
A declaração foi assinada na cidade de Viena em 3 de março de 2017.

## Leis de combate à Fake News e discurso de ódio
Apesar da Declaração Conjunta, muitos governos aprovaram leis severas sobre “notícias falsas” em resposta ao problema. Por exemplo, após a pandemia de COVID-19, África do Sul aprovou regulamentações vagas e abrangentes que criminalizam conteúdo enganoso sobre a pandemia ou as medidas tomadas pelo governo para responder à COVID-19.
No início de 2021, o governo da Malásia usou poderes de emergência para aprovar uma lei de notícias falsas depois de tentativas anteriores terem sido revogadas. O regulamento estabeleceu uma pena de prisão até três anos para a publicação ou partilha de qualquer informação “total ou parcialmente falsa” sobre a pandemia ou o estado de emergência que entrou em vigor.
Alguns países também adotam leis que visam combater "noticias falsas" ou "discursos de ódio", críticos dessas leis argumentam que elas são geralmente genéricas e muito vagas e podem ser usadas para censurar opositores e calar a oposição política.

#### Venezuela
Em 2017, a Assembléia Constituinte da Venezuela aprovou a Lei Constitucional contra o Ódio, pela Coexistência Pacífica e pela Tolerância (Ley Constitucional contra el Odio, por la Convivencia Pacífica y la Tolerancia). A lei é controversa e tem sido criticada na Venezuela, cujos detractores salientam que se destina a penalizar a dissidência política, classificando-a como crime, que estabelece restrições à liberdade pessoal e que promove tanto a censura como a autocensura. Também se constatou a falta de poderes da Assembleia Constituinte para legislar, e a Assembleia Nacional da Venezuela declarou a sua nulidade "na rejeição do instrumento gerador de ódio e intolerância promovido por Nicolás Maduro e o constituinte fraudulento", estabelecendo que a lei viola artigos 49, 51, 57, 58, 62, 68 e 202 da constituição venezuelana.
O Relator Especial para a Liberdade de Expressão da Comissão Interamericana de Direitos Humanos (CIDH) expressou sua preocupação porque a lei “estabelece sanções criminais exorbitantes e poderes para censurar a mídia tradicional e a Internet, em contradição com os padrões internacionais sobre liberdade de expressão. O Relator explicou que “o Estado pode punir – através do direito penal – expressões que possam estar protegidas pelo direito à liberdade de expressão e até mesmo suprimir conteúdos, concedendo ao Estado o poder de bloquear sites da Internet e revogar as licenças de “meios audiovisuais”.
Segundo advogados, ativistas de direitos humanos e deputados, o objectivo da lei é penalizar os cidadãos que se rebelam contra o governo e alguns apontam que a Assembleia Constituinte não tem o poder de ditar leis e que as sanções se baseiam em conceitos jurídicos indeterminados como o ódio, que facilitam a aplicação discricionária de sanções.
A Assembleia Nacional declarou nula e sem efeito a Lei contra o Ódio, estabelecendo que a lei viola os artigos 49, 51, 57, 58, 62, 68 e 202 da Constituição; artigos 6, 11, 18, 19, 20 e 21 da Declaração Universal dos Direitos Humanos e artigos 18 e 19 do Pacto Internacional sobre Direitos Civis e Políticos, e que além de estar viciado por incompetência, a sua aplicação viola as garantias fundamentais do Estado de direito e “pretende aniquilar os valores democráticos de uma vez por todas”.
O deputado Biagio Pilieri abriu o debate e apresentou o projeto de texto em que foi declarada a nulidade da lei, afirmando que “é inconstitucional, ilegítima e ilegal desde a sua origem, pela técnica como foi aprovada e também pela sua forma e substância " e que "usurpa as funções legítimas da Assembleia Nacional", indicando ainda que o regulamento visa penalizar a dissidência política, classificando-a como crime, impondo sanções penais, administrativas e fiscais "em flagrante violação do direito ao devido processo e presunção de inocência." Os deputados que participaram no debate expressaram que a lei estabelece restrições à liberdade pessoal, promove a autocensura e a censura por parte dos órgãos do Estado "suprimindo os poucos espaços que os cidadãos têm para debater assuntos de interesse colectivo e inibindo a possibilidade de fazer reclamações de qualquer natureza.”
Os críticos também notaram a falta de aplicação da lei contra funcionários do governo.

#### Grécia
Em novembro de 2021 o parlamento da Grécia aprovou uma lei que alterou o código penal visando processar cidadãos gregos que difundam informações falsas durante a pandemia de COVID-19.
Segundo a lei qualquer cidadão grego que divulgue informações falsas sobre saúde pública poderá enfrentar 5 anos de prisão. Esta medida, juntamente com outras semelhantes a nível mundial, alarmou jornalistas e defensores dos direitos humanos, que afirmaram: "Afinal, quem decide o que constitui “notícia falsa”? E o que impede esta nova legislação de se tornar um instrumento de censura institucionalizada?"
O Journalists' Union of Athens Daily Newspapers (ESIEA), uma associação de jornalistas gregos, afirma que a nova alteração legal pode pôr em perigo o direito à liberdade de expressão e de imprensa e precisa de ser reescrita. Segundo a associação, a alteração legal sobre a “divulgação de notícias falsas” é demasiado vaga. A associação afirma tambem que os jornalistas podem ser responsabilizados criminalmente por expressarem as suas opiniões sobre a crise sanitária.

#### Bielorrússia
O governo da Bielorrússia aprovou em 2018 uma lei de "combate as fake news" na internet do país. A Assembleia Nacional da Bielorrússia votou em 14 de junho de 2018 a segunda e última leitura do projeto de alterações que o governo afirma que lhe permitirão processar pessoas suspeitas de espalharem informações "falsas" na Internet.
Segundo o governo Bielorrússo “A adoção da legislação facilitará o fornecimento eficiente de segurança da informação e a aplicação do direito constitucional dos cidadãos de receber informações completas, precisas e oportunas”, disse Valyantsina Razhanets , vice-presidente da Comissão de Direitos Humanos e Relações Étnicas da assembleia e Mídia.
A lei de "combate as fake news" na Bielorrússia altera às leis de comunicação social do país e passará a exigir que os autores de todas as publicações e comentários em fóruns online fossem identificados e que os comentários fossem moderados pelos proprietários dos websites e isso permitiria que redes sociais e outros sites fossem bloqueados no país.
A Associação Bielorrussa de Jornalistas e os meios de comunicação independentes criticaram as alterações propostas à lei, tal como o Comité para a Proteção dos Jornalistas (CPJ), com sede em Nova Iorque, que afirmou que a legislação poderia “censurar ainda mais” os meios de comunicação no país.
A Coordenadora do Programa do CPJ para a Europa e Ásia Central, Nina Ognianova, disse em uma declaração de 8 de junho que o governo bielorrusso "aderiu ao movimento das 'notícias falsas' não porque queira proteger os cidadãos das falsidades, mas porque quer mais poder para decidir quais informações eles querem. receber."
Os críticos dizem temer que o governo autoritário do presidente Aleksandr Lukashenko use a lei como uma ferramenta para aumentar o controle sobre a Internet.